# Lipothrixviridae
Lipothrixviridae is een familie virussen binnen de orde ligamenvirales. Er zijn momenteel 9 soorten, verdeeld in 4 geslachten bekend in deze familie.

## Virologie
Deze virussen zijn staafvormig en hebben een celenvelop, hun capside is tussen de 410 en 1950 nanometer lang en tussen de 24 en 38 nanometer breed; het bestaat uit twee eiwitten, nl. MCP1 en MCP2. Deze virussen hebben een dubbellagige structuur, bevatten glycolipiden en fosfolipiden. Zowel de capside als de kern hebben een helix-structuur.

## Levenscyclus
Dit virus plant zich lytisch voort, toegang tot de gastheercel wordt behaald door adsorptie van de virale nucleïnezuren in de cel en dan start het zich te vermenigvuldigen wat zal zorgen tot de dood van de gastheercel.
De onderstaande geslachten worden onderscheiden:
- Alphalipothrixvirus
- Betalipothrixvirus
- Gammalipothrixvirus
- Deltalipothrixvirus